# Chamaeraphis
Chamaeraphis  R.Br. é um género botânico pertencente à família Poaceae, subfamília Panicoideae, tribo Paniceae.
Suas espécies ocorrem na Australásia.

## Espécies
- Chamaeraphis depauperata Nees
- Chamaeraphis glauca (L.) Kuntze
- Chamaeraphis hordeacea R. Br.
- Chamaeraphis italica (L.) Kuntze
- Chamaeraphis paucifolia Morong
- Chamaeraphis setosa (Sw.) Kuntze